# Le Monde à l'envers (émission de télévision)
Pour les articles homonymes, voir Le Monde à l'envers.
Le Monde à l'envers est une émission de télévision québécoise de débat télévisé diffusée du 16 septembre 2022 au 28 avril 2023 sur TVA le vendredi soir à 20 h et en reprise sur LCN le samedi à la même heure. Elle est présentée par Stéphan Bureau et produite par Sphère Média en collaboration avec Québecor Contenu.

## Concept
Le monde à l'envers est une émission-débat où les sujets qui ont marqué l'actualité durant la semaine sont commentés par 4 chroniqueurs, dits « joueurs » (souvent des chroniqueurs de métier ou des militants) auxquels s'ajoute une personnalité publique différente à chaque émission. Elle est enregistrée devant public et diffusée en direct. L'animateur Stéphan Bureau décrit l'émission comme une opportunité « d’apprendre ou de réapprendre à débattre » et de démontrer aux téléspectateurs qu'il est « possible de discuter sans s'engueuler, et sans se détester »,. Le concept présente des similitudes avec les émissions de débat populaires en France comme On n'est pas couché, mais dans une atmosphère québécoise « plus consensuel » selon le chroniqueur Hugo Dumas.
L'émission débute par un monologue de l'animateur où il mentionne les sujets d'actualité qui ne seront pas mentionnés cette semaine. Les collaborateurs donnent ensuite leur opinion et débattent sur les sujets amenés par l'animateur. Au travers des débats, l'animateur mène des entrevues individuelles avec des personnalités invitées.

## Production

### Développement
Le concept initial intitulé Assoyez-vous devait débuter au printemps 2022 et livrer concurrence à Tout le monde en parle à la case horaire du dimanche soir à 21 h. Un pilote est enregistré le 29 mars 2022. Le début de la production est repoussé en septembre, possiblement pour des contraintes techniques reliées à la production.

### Équipe de production
- Animateur : Stéphan Bureau
- Réalisateur : Guy Gagnon
- Directeur de création : Daniel Laurin
- Cheffe recherchiste : Caroline Duplessis
- Directrice de production : Mélanie Foidart
- Productrices au contenu : Mélissa Beaudet, Mélanie Brunet
- Productrice : Sarah Bussière
- Producteur associé : Stéphan Bureau
- Société de production : Sphère Média

## Saisons

### Saison 1
| 1  | 16 septembre 2022 | Yasmine Abdelfadel, Louise Deschâtelets, Raed Hammoud, Guy Nantel              | Fabien Cloutier       | Gérard Deltell, Fady Dagher                                                             |
| 2  | 23 septembre 2022 | Yasmine Abdelfadel, Biz, Gregory Charles, Sophie Durocher                      | Normand Brathwaite    | Guillaume Lemay-Thivierge, Félix Séguin                                                 |
| 3  | 30 septembre 2022 | Yasmine Abdelfadel, Biz, Guy Nantel, Sophie Durocher                           | Guylaine Tremblay     | Nancy Audet, Catherine Falardeau                                                        |
| 4  | 7 octobre 2022    | Yasmine Abdelfadel, Biz, Louise Deschâtelets, Richard Martineau                | Jean-Luc Brassard     | Stéphane Gendron, Hal Newman                                                            |
| 5  | 14 octobre 2022   | Gregory Charles, Biz, Sophie Durocher, Guy Nantel                              | Édith Cochrane        | Gaétan Barrette, Dany Turcotte                                                          |
| 6  | 21 octobre 2022   | Yasmine Abdelfadel, Biz, Louise Deschâtelets, Richard Martineau                | Sébastien Ricard      | Paul St-Pierre Plamondon, Bernard Drainville, Djemila Benhabib                          |
| 7  | 28 octobre 2022   | Biz, Sophie Durocher, Judith Lussier, Guy Nantel                               | Pierre Brassard       | Jean-François Chicoine, Éric Duhaime, Doubi et Najwa Badawi                             |
| 8  | 4 novembre 2022   | Yasmine Abdelfadel, Gregory Charles, Raed Hammoud, Guy Nantel                  | Marie-Claude Barrette | Martin Drapeau, Mélodie Nelson                                                          |
| 9  | 11 novembre 2022  | Louise Deschâtelets, Judith Lussier, Richard Martineau, Guy Nantel             | Mathieu Gratton       | Félix Auger-Aliassime, David Goudreault, François Trahan                                |
| 10 | 18 novembre 2022  | Biz, Sophie Durocher, Raed Hammoud, Judith Lussier                             | Serge Denoncourt      | Jean-Marie Lapointe, Francine Pelletier                                                 |
| 11 | 25 novembre 2022  | Biz, Louise Deschâtelets, Sophie Durocher, Guy Nantel                          | Réjean Tremblay       | Dany Laferrière, Mirna Saadé                                                            |
| 12 | 2 décembre 2022   | Judith Lussier, Richard Martineau, Guy Nantel, Louis T.                        | Danny St Pierre       | Annie Archambault, Lucien Bouchard                                                      |
| 13 | 9 décembre 2022   | Yasmine Abdelfadel, Biz, Serge Denoncourt, Sophie Durocher                     | Jean-Marc Généreux    | Dominic Champagne, Xavier Dolan, Paul St-Pierre Plamondon, Pascal Bérubé, Joël Arseneau |
| 14 | 13 janvier 2023   | Judith Lussier, Richard Martineau, Guy Nantel, Louis T.                        | Claude Legault        | Julien Lacroix, François Avard, David Santarossa                                        |
| 15 | 20 janvier 2023   | Yasmine Abdelfadel, Biz, Sophie Durocher, Guy Nantel                           | Vincenzo Guzzo (en)   | Kim Clavel, Luc Lavoie                                                                  |
| 16 | 27 janvier 2023   | Louise Deschâtelets, Biz, Louis T., Sophie Durocher                            | Isabelle Racicot      | Pierre Fitzgibbon, Chloé Dugas, Frédéric Lenoir                                         |
| 17 | 3 février 2023    | Marie-Claude Barrette, Émilise Lessard-Therrien, Richard Martineau, Guy Nantel | Sophie Prégent        | Yasmine Abdelfadel, Joël Lightbound, Sophie Lorain                                      |
| 18 | 10 février 2023   | Yasmine Abdelfadel, Sophie Durocher, Richard Martineau, Louis T.               | Dr Francois Marquis   | Jean-Sébastien Boudreault, Christine Gauthier, Sasha Ghavami, Marie-Claude L'Archer     |

### Saison 2
Une deuxième saison de l'émission est confirmée par TVA en juillet 2023. Elle devait débuter en septembre, mais quelques semaines avant, TVA se ravise et annonce finalement qu'elle annule l'émission. La décision est motivée par la mauvaise situation financière de la chaîne, accablée par des pertes de revenus publicitaires. L'animateur Stéphan Bureau affirme : « Jamais en quarante ans de vie professionnelle je n’ai vu pareille manière de faire. C’est surtout très inquiétant pour une industrie que l’on sait fragile ».

## Culture populaire
- L'émission est parodiée dans l'édition 2022 du Bye bye, l'animateur Stéphan Bureau étant personnifié par l'humoriste François Bellefeuille[8].